# Santidev Ghosh
Santidev Ghose (también conocido como Santidev Ghosh, Shantidev Ghosh y Santideb Ghosh) (Santiniketan, 7 de mayo de 1910 † 1 de diciembre de 1999) fue un escritor, cantante, actor, bailarín, poeta y maestro de Rabindra Sangeet indio.
Sagarmay Ghosh era su hermano menor, quien fue un reconocido director de la revista literaria Desh, que se editaba aquel entonces en idioma bengalí.
Cuando era adolescente, Ghosh fue seleccionado como el primer Nobel no europeo, ganador del Premio Nobel "Poet Laureate Rabindranath Tagore". Más adelante fue uno de los maestros de la ciudad de Santiniketan, más reconocidos por toda la India e incluso llegó a ser reconocido en otros países como Sri Lanka e Indonesia, con el fin de continuar con su formación musical lo cual ese era su propósito. Tagore alentó a Ghosh para actuar y bailar en dramas de danza, entonces Ghosh empieza por incursionar en el mundo del baile y la actuación. Algunos de sus poemas se convirtieron en las nuevas formas de interpretar poemas-musicales, para ser cantada continuamente sin repetir las dos primeras líneas después de cada estrofa, como su canción titulada "Krishnakali", que fue presentada por primera vez al público esto por Ghosh. Durante su larga y productiva vida en su natal Santiniketan, Ghosh enseñó a numerosos estudiantes, muchos de los cuales se convirtieron más  en famosos cantantes o intérpretes notables de la música india, como Suchitra Mitra y Pramita Mallick. También obtuvo fama como autor y escritor en la música asiática, especialmente la de "Rabindranath Tagore". Durante su vida, recibió numerosos premios notables y reconocimiento por parte de las academias de música, así como por parte de las Universidades de mayor prestigio y por el Gobierno de la India, fue declarado desde entonces "Académico Nacional" por el Gobierno de la India. En el 2002, en la India se dio a conocer un sello de correos de Ghosh, para conmemorar su contribución por la música. El Ministro de Comunicación y Tecnología de la Información de la India, había señalado que Ghosh pertenecía a esa clase de músicos, que a través de su trayectoria llevó su creatividad única en la música hacia adelante.
En 1976 fue galardonado por el Premio "Sangeet Natak Akademi Fellowship", siendo el más alto honor otorgado por Sangeet Natak Akademi, la Academia Nacional de Música y Danza y Teatro de la India.

## Publicaciones
- Rabindra Sangeet (Tagore Music)
- Java O Balir Nrityageet (Music and Dance of Java and Bali)
- Rupakar Nandalal (Artist Nandalal)
- Bharatiya Gramin Sanskriti (Folk Culture of India)
- Rabindranather Sikshadarshe Sangit O Nritya (Music and Dance in the in Rabindranath's Educational Philosophy)
- Gurudev Rabindranath O Adhunik Bharatiya Nritya (Rabindranath Tagore and Dances of Modern India)
- Rabindra Sangit-Vichitra (Rabindranath Tagore Music Miscellany)
- Nrityakala O Rabindranath (The Art of Dance in the Eyes of Rabindranath Tagore)
- Jiboner Dhrubata (The Polestar of Life), his autobiography.
- Shantidev"( a full-length documentary film by Shameek Siddartha produced by government of West Bengal)